# Algoritmisk handel
Algoritmisk handel (även "högfrekvenshandel", "high-frequency trading", "robothandel", "algohandel", "algotrading", "algoritmhandel", "algorithmic trading" eller "algoritmisk trading", ofta förväxlat med "programhandel", "program-handel" och "program trading") är en programvarustyrd elektronisk handel av värdepapper (i synnerhet aktier). 
Algoritmisk handel överlåter utförandet av en order till programvara, en så kallad handelsalgoritm, som exekverar en order enligt förutbestämda regler. Handelsalgoritm är en teknisk term för denna typ av programvara som bland praktiker ofta kallas strategi eller algo.  

## Typer av algoritmisk handel
För att förstå algoritmisk handel är det nödvändigt att förstå skillnaden mellan högfrekvenshandel och exekveringsalgoritmer.
- Högfrekvenshandel ("High-frequency trading") eller robothandel - investeraren (ofta en hedge-fond eller en bank som handlar mot egen bok) både köper och säljer ett antal av en enskild aktie genom en handelsalgoritm i syfte att tjäna pengar, i slutet av dagen äger investeraren sannolikt inga aktier men har förhoppningsvis gjort vinst på sina affärer

- Exekveringsalgoritm - institutionella handlare, genom en handelsalgoritm, antingen köper eller säljer ett antal av en enskild aktie åt en investerare (beroende på om investeraren vill köpa eller sälja), i slutet av dagen har investeraren sannolikt köpt in ett antal av aktien alternativt sålt ett befintligt innehav i aktien

Kampen mellan institutionella handlare som på bästa sätt försöker exekvera kundordrar och day-traders som försöker att tjäna pengar genom att köpa aktier billigt och sälja dem dyrt,  den har pågått lika länge som aktiehandeln.  Nyheten är att detta fenomen numera är elektroniskt och påtagligt även i Sverige i och med kampen mellan exekveringsalgoritmer och högfrekvenshandlare (samt kampen högfrekvenshandlare emellan).

## Högfrekvenshandel ("High Frequency Trading") / Robothandel
Algoritmerna strävar efter att tjäna pengar genom att ta på sig risker som:
1) är små till storleken 2) har positiv genomsnittlig avkastning
3) är många till antalet
Fenomenet är mest känt under namnet High-frequency Trading ("HFT") och ligger i gränslandet mellan högfrekvent stat-arb och arbitrage-handel.  Alla strategier som beskrivs nedan kan i teorin användas av HFT-fonder, här finns mer information om HFT (på engelska): http://www.wikinvest.com/wiki/High-Frequency_Trading_(HFT)
Pan Capital och Montsinery Capital är svenska företag som sysslar med HFT .  svenska aktörer är Erik Penser Bank.
- Arbitrage-handel
- Kvantitativ observerande handel (observerar orderbok)
- Kvantitativ interagerande handel (interagerar med orderbok)
- Market making
- Nyhets-handel (engelska: News trading)

Arbitrage-handel avser att köpa och sälja en tillgång samtidigt där säljpriset är högre än köppriset. Handlaren utsätter endast sig själv för latency-/tidsrisk, risken att ordern handlaren avser möta inte finns kvar när den når handelsplatsen. Rena arbitrage existerar egentligen inte eftersom tidsrisken inte går att undkomma. Typiskt är arbitrage-handlarna sell-side (banker) snarare än hedge-fonder.
Här avser kvantitativ observerande handel modeller för tjäna pengar genom investeringar på kort eller mycket kort sikt. Investeringsbesluten baseras på statistiska modeller, till exempel glidande medelvärden över pris eller avkastningar. Kvantativa handlare med kort investeringshorisont är ofta hedge-fonder. Ibland kallas denna typ av hedge-fonder för "kvantfonder" eller "stat-arb". (Stat-arb är kort för statistiskt arbitrage).
Här avser kvantitativ interagerande handel modeller för tjäna pengar genom investeringar på kort eller mycket kort sikt. Investeringsbesluten baseras på statistiska modeller där algoritmen söker störa orderboken och interagera med likviditeten. Citadel, en av världens största aktörer inom HFT, tillämpar bland annat interagerande handel och har genom den en stor marknadsandel på Stockholmsbörsen.
Market making är ett vitt begrepp, men inom elektronisk handel avser det handlare som kvoterar priser i orderböcker i syfte att över tid tjäna pengar.  Kvoteringen kan ske cross-asset, det vill säga i valuta-, aktie-, options- och terminsmarknaderna samtidigt. En stor del av omsättningen på aktiemarknaderna utgörs av market-making firmor, i synnerhet är market-making firmorna aktiva på alternativa marknadsplatser (MTF:er). Man kan säga att MTF:er och HFT lever i symbios eftersom MTF:er betalar för tillförsel av likviditet, således betalas market-making firmorna för sin handel.
Nyhets-handel innebär handel i syfte att tjäna pengar där investeringsbeslut på kort eller mycket kort sikt baserat på makroekonomiska siffror eller andra nyheter som kan standardiseras i en nyhets-feed (elektronisk signal från nyhetsleverantören). Exempel på en makroekonomisk siffra är svensk BNP som kommer regelbundet. Om BNP-siffran är sämre än förväntat kan nyhets-handlaren försöka köpa i orderboken innan marknaden hinner prisa in nyheten, för att sedan sälja tillbaks med en vinst. Nyhets-handel är så pass nytt att endast de mest sofistikerade hedge-fonderna eller största bankerna praktiserar det på ett automatiserat vis.

## Exekveringsalgoritmer
Syftet med strategierna är att kontrollera kostnader och risker i exekveringen.
- Kvantitativa strategier (kallas även benchmark-strategier)
- Taktiska strategier (kallas även syntetiska ordertyper)
- Smart Order Routing (ofta förkortat SOR)

Ett sätt att förstå skillnaden mellan klasserna är att förklara hur de kan samspela:  En kvantitativ strategi schemalägger en order genom att dela upp den i flera delordrar,  dessa exekveras genom en taktisk strategi. Den taktiska strategin tillämpar Smart Order Routing för att abstrahera bort problematiken att aktien handlas på flera marknadsplatser.
Den kvantitativa strategin syftar till att schemalägga ordern över tid. 
Förklaringen till behovet är enkel: om all volym handlas på samma gång blir priset dåligt, om volymen handlas över extremt lång tid utsätts exekveringen för risken att priset på aktien rör sig. Schemaläggningen är alltså en avvägning mellan prisrisk och prispåverkan. Avvägningen sker med hjälp av kvantitativ analys. Exempel på kvantitativa strategier är VWAP, TWAP och Implementation Shortfall (IS).
Kvantitativa strategier används för stora order.  Vanliga användare är buy-side traders, det vills säga aktiehandlare hos förvaltare av aktiefonder, pensionsfonder, hedgefonder eller andra typer av finansiella institutioner.  Även sell-side traders (handlare på banker) använder kvantitativa strategier som lämpar sig utmärkt för kundhandel.
Taktiska strategier kallas även för syntetiska ordertyper. 
En taktisk strategi placerar inte order över tiden enligt ett schema baserat på kvantitativa metoder, istället placeras order enbart baserat på realtids-information från orderboken. Exempel på taktiska strategier är Stop, Randomized Iceberg och Peg. Marknadsplatser stöder ofta flera ordertyper där en enskild ordertyp kan vara snarlik en taktisk strategi, till exempel isberg, primary-peg eller diskretionära order.
Taktiska strategier används för mindre order av finansiella institut och privatpersoner i syfte att tjäna pengar på tillfällig likviditet eller helt enkelt av bekvämlighetsskäl.
Smart Order Routing (SOR) delar ordern mellan marknadsplatser i de fall där aktien handlas på flera ställen i syfte att få bästa pris. En konsekvens av MiFID är att börser konkurrenssatts vilket resulterat i att likviditeten sprids mellan marknadsplatser (varav Stockholmsbörsen är en). Smart Order Routing erbjuder ett lager där handlaren eller strategin ser en syntetisk orderbok (även kallad konsoliderad orderbok) bestående av likviditet från flera marknadsplatser, med hjälp av SOR kan man handla i den syntetiska orderboken. Exempel på Smart Order Routing-strategier är Spray och Split. Avancerad Smart Order Routing hanterar även Dark pools.
Vid all handel som eftersträver bäst pris bör Smart Order Routing användas.

## Exempel på Exekveringsalgoritm
En förvaltare av en Sverigefond har bestämt sig för att avyttra innehavet för sin placering i telekomsektorn.  Placeringen är i det här fallet 100 miljoner i enskild svensk aktie.
För att utföra ordern ringer förvaltaren till sin mäklare, den svenska storbanken, och ber om att få sälja sitt innehav i företaget.  Förvaltaren instruerar om att ordern skall utföras under dagen.
Mäklaren på den svenska storbanken konstaterar att ordern är för stor för att utföra omedelbart,  mäklaren bestämmer sig för att använda algoritmisk handel.
Mäklaren gör bedömningen att "VWAP-algoritm över dagen" är lämplig strategi för exekveringen.  Det betyder att mäklaren lägger in en säljorder i aktien i sitt system och följer därefter datorns beteende under dagen.  Vid slutet av dagen rapporterar han till förvaltaren om hur försäljningen gått.
VWAP-algoritmen syftar till att utföra ordern till genomsnittspriset för aktien under handelsdagen (eller bättre).  Ordern har genererat hundratals delordrar och mängder av delavslut.  Eftersom delordrarna passerar genom Smart Order Routing kan delavslut ske på en mängd olika marknader och andra källor till likviditet, till exempel Burgundy, Chi-X, Turquoise och Stockholmsbörsen.

## Effekterna av Algoritmisk Handel och Högfrekvenshandel
Algoritmisk handel uppstod bland annat i syfte att hantera:
- Decimaliseringen i USA och den direkta effekten att tick-sizes krympte (aktier handlas med prisinkrement på 1 cent istället för en del av en dollar)
- Fragmenteringen av likviditeten som uppstod tidigt i USA (fragmentering innebär att aktier handlas på flera maknadsplatser samtidigt,  jämför Ericsson B som handlas på bland annat Stockholmsbörsen och Burgundy)

Efter MiFID, som möjliggjorde konkurrens mellan marknadsplatser, så importerades den algoritmiska handeln till Europa och därefter till Sverige med bland annat följande konsekvenser:
- Fragmentering och minskande tick-sizes har resulterat i att handelsposter blivit överflödiga och avskaffats på bland annat Stockholmsbörsen
- Orderdjupen har reducerats och manuell handel av aktier blir allt svårare
- Handelsplatser har infört tariffer som gynnar algohandeln,  det görs genom att betala algohandlaren som postar likviditet i orderböckerna
- Situationen post trade i Europa har harmoniserats, effektiviserats och går alltmer mot några få centrala motparter i avvecklingen av aktieaffärer,  det är delvis en effekt av algohandeln eftersom den ofta resulterar i att aktier omsätts på många marknadsplatser i små delaffärer

De minskade orderdjupen har indirekt ökat andelen aktier som handlas genom så kallade dark pools,  delvis då investment-banker vill behålla likviditeten i den utsträckning det går snarare än att placera den på handelsplatser. Migrationen av volym från börserna, till synlig volym på MTF:er samt osynlig volym i dark pools, snabbar på likviditetsfragmenteringen ytterligare och har klargjort behovet av Algoritmisk handel och Smart Order Routing även i Europa.

## Typer av handel besläktad med Algoritmisk handel
Algoritmisk handel bör inte förväxlas med automathandel.  
- Automathandeln är visserligen alltid elektronisk, men den har inget minne och ingen förmåga att fatta beslut om när användaren ska exekvera eller investera, istället är den helt styrd av enkla regler baserade på till exempel prisdata eller tiden på dygnet.  Automathandel kan även syfta på slutkundshandel som sker utan att en mäklare ombesörjer order innan dessa når marknaden ("internet-handel").  Det finns alltså ingen gängse definition av automathandel.

Algoritmisk handel bör heller inte förväxlas med programhandel.  
- Programhandeln innebär exekvering av en korg som rymmer minst 15 order, det vill säga korgen rymmer minst 15 olika aktier ("namn") (källa: New York Stock Exchange).  Ett typiskt program är instruktioner från en svensk pensionsförvaltare till ett mäklarbord om att sälja/köpa ett visst antal aktier i vart och ett av de 30 bolagen som ryms i OMXS30.  Bakgrunden till ordern kan vara att pensionsförvaltaren vill minska sin exponering mot svenska aktier och byta till räntepapper.  Mäklarbordet kan välja att utföra programmet eller delar av programmet med hjälp av exekveringsalgoritmer.

## Algohandel för olika tillgångsslag
Algoritmisk handel har växt fram på aktiemarknaden eftersom den är speciellt tillämpbar där då den begränsade likviditeten är problemet som handlare och mäklare löser åt kunder. Tvärtom så är normalt sett likviditet inte ett problem inom valuta- och terminshandeln. Algoritmisk handel förekommer knappt (inte alls) inom obligationshandeln eftersom den är svår att standardisera.
- Aktiemarknaden - även om order och avslut på marknaderna sedan länge varit främst elektroniska, så har intelligensen över hur order placeras blivit elektronisk först under 2000-talet. Enligt konsultbyrån Aite Group LLC fanns en algoritm bakom en tredjedel av all aktiehandel inom EU och USA under 2006.  Sommaren 2009 publicerar TABB Group, en analys-firma, att 73% i USA är algoritmisk (avser sannolikt både exekverings- och investerinsalgoritmer).  Det är svårt att säga hur stor andel av handeln i svenska aktier som är algoritmisk,  men sannolikt är den stor.

- Terminsmarknaden - algohandel sker sannolikt främst på två sätt:  1) hedge-fonder som använder investeringsalgoritmer baserat på indikatorer, till exempel rullande medelvärden, och 2) handel av underliggande aktier mot terminen.  ("Termin" avser här futures-kontrakt.)

- Valutamarknaden - eftersom valutamarknaden är OTC så agerar mäklaren prisställare, det har gjort att FX-algohandel normalt avser elektronisk market making och automatisk positionshantering.  FX-algoritmer är alltså snarlika de investeringsalgoritmer som hedge-fonder använder på aktiemarknaden och faktum är att de fyller samma syfte.  Exekveringsalgoritmer inom valutahandeln existerar och marknadsförs av bland annat Credit Suisse.

- Optionsmarknaden - har traditionellt ett inslag av elektronisk market making och automatisk positionshantering vilket gör att options-algoritmer är besläktade med FX-algoritmer

- Obligationshandeln - algohandel förekommer ej,  marknaden är för ostandardiserad, aktörerna för få och prisbildningen ej tillräckligt genomlyst

Cross-asset algoritmer förekommer som investeringsalgoritm i Sverige. 
Ett par exempel:
- Svenska banker gör arbitrage mellan aktieterminer och de underliggande aktierna
- Svenska banker arbitragehandlar nordiska aktier mot varandra och valutasäkrar, till exempel svenska Telia-aktien och den finska Telia-aktien

Cross-asset algoritmer finns även i exekveringsalgoritm-tappning.
Ett exempel:
- En exekveringsalgoritm kan initialt välja att "delta-hedga" ordern på terminsmarknaden och sedan arbeta delta-neutralt, till exempel kan en order i Ericsson B arbetas tillsammans med en omvänd position i OMXS30-terminen varpå risken i exekveringen minskas

## Kritik
Algoritmisk handel används för finansiell spekulation som anses negativt som personligt beteende och varför det är potentiellt orsaka allvarliga skador på den reala ekonomin och det gemensamma bästa.